# Arturo Barea Ogazón

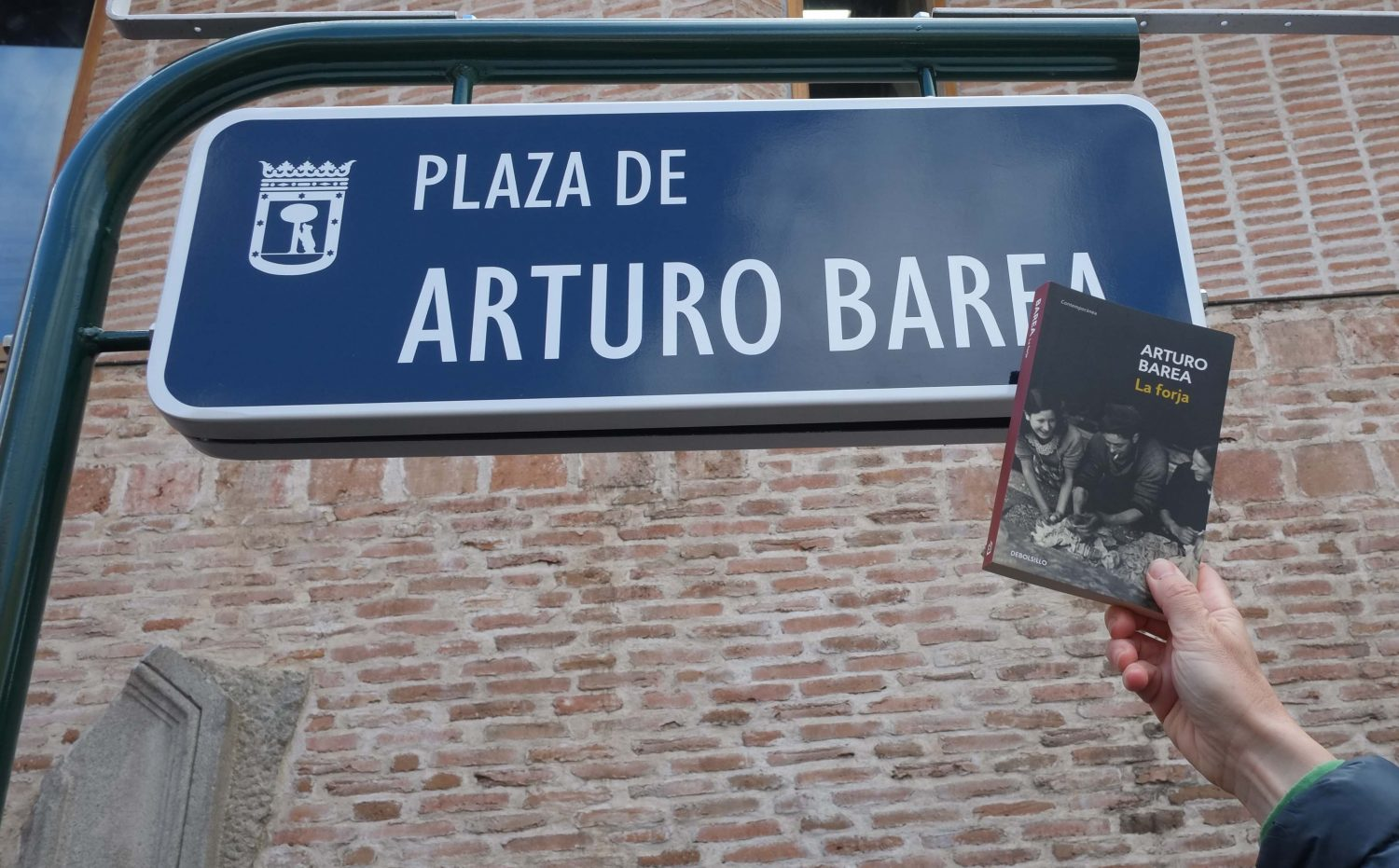
Placa de la plaça dedicada al periodista al barri de Lavapiés (Madrid).

Arturo Barea Ogazón (Badajoz, 20 de setembre de 1897 – Londres, 24 de desembre de 1957) fou un periodista, presentador de ràdio i escriptor espanyol. Després la Guerra civil espanyol es va exiliar al Regne Unit, on visqué fins a la seva mort. La seva obra més important és La forja de un rebelde, una trilogia biogràfica que fou molt calorosament acollida a Anglaterra, Dinamarca, França i Espanya on es va publicar després de la dictadura franquista.